# مايك آدامز (لاعب كرة قاعدة)
مايك آدامز (بالإنجليزية: Mike Adams)‏ هو لاعب كرة قاعدة أمريكي، ولد في 29 يوليو 1978 في كوربوس كريستي في الولايات المتحدة.

## وصلات خارجية
- مايك آدامز على موقع دوري كرة القاعدة الرئيسي (الإنجليزية)
- مايك آدامز على موقعبيزبول رفرنس.كوم (الدوري الرئيسي) (الإنجليزية)
- مايك آدامز على موقعبيزبول رفرنس.كوم (الدوري الثانوي) (الإنجليزية)
- مايك آدامز على موقع إي إس بي إن.كوم (أم.أل.بي) (الإنجليزية)
- مايك آدامز على موقع مشجعي الرسوم البيانية (الإنجليزية)